# 陈小江
陈小江（1962年6月—），汉族，浙江龙游人，中华人民共和国政治人物。武汉水利电力学院（今武汉大学工学部）电力系统及自动化专业毕业，大学学历，高级编辑，水利学家。现任中共新疆维吾尔自治区党委书记，新疆生产建设兵团党委第一书记，中共二十届中央委员。曾任中共十九届中央纪委副书记、国家监察委员会副主任，中共中央统战部副部长、中华人民共和国国家民族事务委员会主任，中共中央统战部分管日常工作的副部长等职。

## 生平

### 水利系统
1980年9月，18岁的陈小江到武汉水利电力学院电力工程系电力系统及其自动化专业学习。1983年1月加入中国共产党。1984年8月本科毕业后参加工作，任职于中国电力报社，先后任编辑、副主任，总编室副主任。1988年6月，任中国水利电力报社电力室副主任。1989年7月，任中国水利报社总编室主任。1993年8月，任中国水利报社总编辑（副局级）。1995年5月，任中国水利报社社长兼总编辑。1996年4月，任中国水利报社社长、党委书记。
1998年9月，任水利部直属机关党委常务副书记、中国水利报社社长、党委书记。2000年3月，任水利部直属机关党委常务副书记（其间于2001年10月至2004年3月在甘肃省挂职，先后挂职任甘肃省政府副秘书长、办公厅党组成员，甘肃省政府副秘书长、办公厅主任、厅党组副书记）。2005年12月，任水利部直属机关党委常务副书记、水利部廉政办和文明办主任。2008年4月，任水利部办公厅主任。2009年1月，任水利部党组成员、办公厅主任。2011年3月，任水利部黄河水利委员会主任、党组书记。

### 中纪委
2015年8月，任中央纪委宣传部部长。

### 辽宁省
2016年5月，任中共辽宁省委常委、省纪委书记。

### 再回纪监系统
2017年5月，任监察部副部长。
2017年10月25日，55岁的陈小江当选第十九届中央纪委副书记，晋升正部级。
2018年3月，被任命为国家监察委员会副主任。

### 统战系统
2020年12月14日，陈小江接替巴特尔出任国家民委党组书记。26日，全国人大常委会表决任命陈小江为国家民委主任。此外，他同时担任中共中央统战部副部长。陈小江成为66年间第一位国家民委汉族主任，也是国家民委1978年重新组建以来首位汉族主任，上一位汉族国家民委主任是首任主任李维汉（任职于1949年10月19日-1954年9月28日）。
2022年2月，接替张裔炯任中央统战部分管日常工作的副部长。
2024年3月，任第十四屆全國政協十四屆二次會議副秘書長。

### 新疆维吾尔自治区
2025年7月，接替马兴瑞出任中共新疆维吾尔自治区党委书记、新疆生产建设兵团党委第一书记。